# Aeroporto de Picos
O Aeroporto Regional de Picos (IATA: PCS, ICAO: SNPC) é um aeroporto localizado no município de Picos, no Piauí. Situado a 267 quilômetros da capital Teresina. Administrado pela Empresa de Serviços Aeroportuários (ESAERO - Airports), localizado na região oeste da cidade de Picos, tendo seu principal acesso pela BR-316, com capacidade para 10.000 passageiros/ano e operação de voos diurnos e noturnos.
Incluída no Plano de Desenvolvimento da Aviação Regional, a ampliação do Aeroporto de Picos encontra-se em fase de aprovação do projeto definitivo, já tendo aprovado o licenciamento ambiental e as áreas a serem desapropriadas.